# Fissidens pulchellus
Fissidens pulchellus är en bladmossart som beskrevs av Mitten 1859. Fissidens pulchellus ingår i släktet fickmossor, och familjen Fissidentaceae. Inga underarter finns listade i Catalogue of Life.